# Komická fantasy
Komická či humoristická fantasy je subžánr žánru fantasy. Objevuje se zde hlavní ingredience žánru, tedy nadpřirozené fantaskní prvky, ale hlavní roli zde hraje humor a odlehčený tón vyprávění. Příběhy se odehrávají ve fiktivních světech, ale často parodují jiná díla žánru fantasy. Někdy se v kontrastu k hrdinské fantasy označuje jako nízká fantasy, ovšem tímto názvem se někdy označují i fantasy díla v podstatě vážná, např. knihy od Jiřího Kulhánka.
Tento podžánr vznikl v druhé polovině 20. století. Jeho zástupci jsou např. díla Roberta Asprina nebo Zeměplocha Terryho Pratchetta. Ve filmu je zástupcem žánru například film z roku 1974 Monty Python a Svatý Grál.